# (7992) Yozan
(7992) Yozan (1981 WC) – planetoida z grupy pasa głównego asteroid okrążająca Słońce w ciągu 5,46 lat w średniej odległości 3,1 j.a. Odkryta 28 listopada 1981 roku.